# Frank Farina
Frank Farina (Darwin, 5 de setembro de 1964) é um treinador de futebol e ex-futebolista australiano que atuava como atacante. Atualmente, dirige a Seleção Fijiana.
Defendeu a Seleção Australiana entre 1984 e 1995, e comandou os Socceroos entre 1998 (em paralelo com a função que exercia no Brisbane Strikers) e 2005, quando deixou o cargo.

## Carreira como jogador
Revelado pelo AIS, Farina iniciou a carreira de jogador em 1983, no Canberra City, onde atuaria durante um ano. Até 1988, defenderia Sydney City (ainda estando vinculado ao AIS) e Marconi Stallions em seu país natal, quando aceitou proposta do Club Brugge, uma das principais equipes de futebol da Bélgica. Entre 1988 e 1991, foram 75 partidas disputadas e 43 gols marcados.
Contratado pelo Bari em 1991, Farina não repetiu o desempenho na época de Club Brugge: atuou em apenas oito jogos, não marcando nenhum gol. A equipe italiana cedeu Farina ao Notts County, mas seu período no clube inglês foi bastante curto: somente três partidas. Ainda em 1992, foi contratado pelo Strasbourg, onde reergueu sua carreira ao marcar 14 gols em 47 partidas disputadas. Em 1994, seguiu no futebol francês, desta vez no Lille, onde marcou seis gols em 27 jogos até 1995, quando retornou à Austrália para encerrar a carreira. Aos 30 anos de idade, Farina mostrou que seu faro de artilheiro permanecia intacto ao marcar 33 gols em 63 partidas disputadas no Brisbane Strikers, exercendo paralelamente a função de técnico. A aposentadoria como jogador veio em 1999, quando retornaria ao Marconi Stallions; no clube, onde trabalharia novamente como jogador-treinador, foram somente três jogos disputados.

## Carreira como técnico
Desde 1996, Farina exercia a função de treinador no Brisbane Strikers quando ainda era jogador, onde trabalharia até 1998. No Marconi Stallions, sua última equipe como atleta, também acumulava as 2 funções. 

### Austrália
Em 1998, assumiu o comando técnico da Seleção Australiana, mesmo ainda estando em atividade como jogador. Sob seu comando, os Socceroos terminaram a Copa das Confederações de 2001 em terceiro lugar, além de ter conquistado dois títulos da Copa das Nações da OFC (2000 e 2004). Abandonou o cargo por "consenso mútuo" depois da terceira partida da Austrália na Copa das Confederações de 2005. O estopim para sua saída foi uma discussão envolvendo Farina e o repórter Andrew Orsatti - após algumas perguntas, o técnico e o jornalista teriam se envolvido em uma briga na sala de imprensa. Testemunhas disseram que Orsatti fora agarrado por Farina no pescoço e que fora agredido. Em seguida, Orsatti retirou as acusações contra o técnico.

### Brisbane Roar
Entre 2006 e 2009, Farina exerceu o comando técnico do Brisbane Roar, que o afastaria da função por trabalhar embriagado. Dois anos depois, retomou a carreira de técnico ao ser anunciado como novo técnico da Seleção de Papua Nova Guiné, país onde Farina possui raízes. Ele permaneceu um ano no cargo, até ser confirmado como novo técnico do Sydney FC em novembro de 2012, onde permaneceria até 2014, quando foi demitido.

### Seleção Fijiana
Chegou a receber propostas de equipes da Nova Zelândia, porém optou em trabalhar como diretor-técnico da Seleção Fijiana sub-20, assumindo o comando da equipe no ano seguinte. Em outubro de 2015, substituiu o uruguaio Juan Carlos Buzzetti na seleção principal.
Comandou o elenco da Seleção Fijiana de Futebol nas Olimpíadas de 2016.

## Títulos

### Como jogador
Sydney City
- Australia NSL Cup: 1986

Marconi Fairfield
- Australia NSL Championship: 1988

Brugge
- Campeonato Belga: 1989-90
- Copa da Bélgica: 1990-91
- Supercopa Belga: 1990, 1991

Brisbane Strikers
- Australia NSL Championship: 1996-97

### Como treinador
Brisbane Strikers
- Australia NSL Championship: 1996-97

Austrália
- Copa das Nações da OFC: 2000, 2004